# 내일의 기억 (2021년 영화)
"내일의 기억"은 2021년에 개봉한 대한민국의 영화이다.

## 제작진

### 감독
- 서유민

### 각본
- 김류현

- 서유민

## 캐스팅
- 서예지: 김수진 역
- 김강우: 선우 역
- 성혁: 이지훈 역
- 박상욱: 기상 역
- 배유람: 배 형사 역
- 김종구: 공장 소장 역
- 배제기: 사채업자 역
- 박봄: 소녀 역
- 공유림: 여고생 역
- 김강훈: 소년 역
- 김욱: 군인선우 역
- 정기섭: 706호 중년 남 역
- 안민영: 소녀 모 역
- 김아람: 간호사 역
- 송경의: 심사관 역
- 최수정: 대사관 직원 역
- 장유: 건물 경비원 역
- 송창규: 아파트 경비원 역
- 김성준: 여행사 직원 역
- 박재한: 결혼식 사진사 / 야산 형사 역
- 이상홍: 택시 기사 역
- 성재현: 형사 1 역
- 이태영: 선우 대역
- 김지혜: 수진 대역
- 심상민: 지훈 대역
- 염혜란: 미술학원 원장 역 (특별출연)
- 김주령: 담당 의사 역 (특별출연)

## 수상
- 2021년 제19회 피렌체 한국영화제 후보 상영작